# Santo Condorelli
Santo Condorelli (Kitahiroshima, 17 de janeiro de 1995) é um nadador italiano, medalhista olímpico.

## Carreira
Condorelli conquistou a medalha de prata nos Jogos Olímpicos de Verão de 2020 em Tóquio na prova de revezamento 4×100 m livre masculino, ao lado de Alessandro Miressi, Thomas Ceccon, Lorenzo Zazzeri e Manuel Frigo, com a marca de 3:10.11.